# Andrée Brunet
Andrée Brunet (nascida Andrée Joly; Paris, França, 16 de setembro de 1901 – Boyne City, Michigan, Estados Unidos, 30 de março de 1993) foi uma patinadora artística francesa que competiu em competições de duplas e individuais. Ela foi bicampeã olímpica em 1928 e 1932, além de conquistar uma medalha de bronze olímpica em 1924 ao lado de Pierre Brunet.

## Principais resultados

### Individual feminino
| Resultados                                            | Resultados      | Resultados      | Resultados      | Resultados      | Resultados      | Resultados      | Resultados      | Resultados      | Resultados      | Resultados      | Resultados    | Resultados    |
| Internacional                                         | Internacional   | Internacional   | Internacional   | Internacional   | Internacional   | Internacional   | Internacional   | Internacional   | Internacional   | Internacional   | Internacional | Internacional |
| Evento/Temporada                                      | 1920– 1921      | 1921– 1922      | 1922– 1923      | 1923– 1924      | 1924– 1925      | 1925– 1926      | 1926– 1927      | 1927– 1928      | 1928– 1929      | 1929– 1930      |               |               |
| ----------------------------------------------------- | --------------- | --------------- | --------------- | --------------- | --------------- | --------------- | --------------- | --------------- | --------------- | --------------- | ------------- | ------------- |
| Jogos Olímpicos                                       |                 |                 |                 | 5.ª             |                 |                 |                 | 11.ª            |                 |                 |               |               |
| Nacional                                              |                 |                 |                 |                 |                 |                 |                 |                 |                 |                 |               |               |
| Campeonato Francês                                    | Medalha de ouro | Medalha de ouro | Medalha de ouro | Medalha de ouro | Medalha de ouro | Medalha de ouro | Medalha de ouro | Medalha de ouro | Medalha de ouro | Medalha de ouro |               |               |
|                                                       |                 |                 |                 |                 |                 |                 |                 |                 |                 |                 |               |               |
| Legenda: Competição não foi disputada nesta temporada |                 |                 |                 |                 |                 |                 |                 |                 |                 |                 |               |               |

### Duplas

#### Com Pierre Brunet
| Resultados                                            | Resultados        | Resultados       | Resultados      | Resultados      | Resultados      | Resultados      | Resultados      | Resultados      | Resultados      | Resultados      | Resultados    | Resultados      |
| Internacional                                         | Internacional     | Internacional    | Internacional   | Internacional   | Internacional   | Internacional   | Internacional   | Internacional   | Internacional   | Internacional   | Internacional | Internacional   |
| Evento/Temporada                                      | 1923– 1924        | 1924– 1925       | 1925– 1926      | 1926– 1927      | 1927– 1928      | 1928– 1929      | 1929– 1930      | 1930– 1931      | 1931– 1932      | 1932– 1933      |               | 1934– 1935      |
| ----------------------------------------------------- | ----------------- | ---------------- | --------------- | --------------- | --------------- | --------------- | --------------- | --------------- | --------------- | --------------- | ------------- | --------------- |
| Jogos Olímpicos                                       | Medalha de bronze |                  |                 |                 | Medalha de ouro |                 |                 |                 | Medalha de ouro |                 |               |                 |
| Campeonato Mundial                                    |                   | Medalha de prata | Medalha de ouro |                 | Medalha de ouro |                 | Medalha de ouro |                 | Medalha de ouro |                 |               |                 |
| Campeonato Europeu                                    |                   |                  |                 |                 |                 |                 |                 |                 | Medalha de ouro |                 |               |                 |
| Nacional                                              |                   |                  |                 |                 |                 |                 |                 |                 |                 |                 |               |                 |
| Campeonato Francês                                    | Medalha de ouro   | Medalha de ouro  | Medalha de ouro | Medalha de ouro | Medalha de ouro | Medalha de ouro | Medalha de ouro | Medalha de ouro | Medalha de ouro | Medalha de ouro |               | Medalha de ouro |
|                                                       |                   |                  |                 |                 |                 |                 |                 |                 |                 |                 |               |                 |
| Legenda: Competição não foi disputada nesta temporada |                   |                  |                 |                 |                 |                 |                 |                 |                 |                 |               |                 |